# VIP Brother (1.ª temporada)
VIP Brother 1 é a primeira temporada do VIP Brother, uma versão búlgara do Big Brother exibido no canal Nova que começou em 13 de março de 2006 e terminou em 10 de abril de 2006. Nesta, o ganhador foi o cantor pop Konstantin Ivanov Slavchev.

## Participantes
| Participante                  | Profissão       | Resultado                           |
| ----------------------------- | --------------- | ----------------------------------- |
| Konstantin Ivanov Slavchev    | Cantor          | Ganhador em 10 de abril de 2006     |
| Violeta Zdravkova Slavcheva   | Modelo          | 2ª colocada em 10 de abril de 2006  |
| Dicho Todorov Hristov         | Músico e cantor | 3º colocado em 10 de abril de 2006  |
| Dimiter Vasilev Marinov       | Doméstico       | 7º eliminado em 10 de abril de 2006 |
| Damaskin "Dim" Stoyanov Dukov | Gerente         | 6º eliminado em 10 de abril de 2006 |
| Kiril Nikolov Vulchev         | Empresário      | 5º eliminado em 10 de abril de 2006 |
| Lilana                        | Cantora         | Expulsa em 8 de abril de 2006       |
| Galya Litova                  | Modelo          | 4º eliminada em 2 de abril de 2006  |
| Liubomir "Dandy" Milchev      | Escritor        | 3º eliminada em 2 de abril de 2006  |
| Raina                         | Cantora         | Expulsa em 28 de março de 2006      |
| Galina "Galya" Kourdova       | Cantora         | 2º eliminada em 23 de março de 2006 |
| Vesela Neynski                | Cantora e atriz | 1º eliminada em 21 de março de 2006 |